# Hoshi
Kwon Soon-young (tiếng Hàn: 권순영; Hanja: 權純永, sinh ngày 15 tháng 6 năm 1996), nghệ danh Hoshi (tiếng Hàn Quốc: 호시; tiếng Nhật: ホシ), là một ca sĩ và nhạc sĩ người Hàn Quốc thuộc Pledis Entertainment, trưởng nhóm Performance Team của SEVENTEEN, và cũng là một thành viên trong SEVENTEEN-BSS

## Sự nghiệp cá nhân
Hoshi sinh ngày 15 tháng 6 năm 1996 tại Namyangju, Gyeonggi, Hàn Quốc. Anh là con út trong gia đình và có một người chị gái
Ý nghĩa đằng sau tên thật của anh ấy là Kwon có nghĩa là 'sức mạnh', Soon có nghĩa là 'vô tội' và Young có nghĩa là 'vẻ vang'. Nó có nghĩa là mạnh mẽ bằng cách hồn nhiên và vinh quang. Anh ấy nghĩ rằng anh ấy là một người leader mạnh mẽ của Performance team. Nghệ danh "Hoshi" (được hiểu như "ánh mắt của hổ" Hàn Quốc 호랑이의 시선) có nghĩa là ngôi sao trong tiếng Nhật.
Hoshi đạt được đai đen Taekwondo, anh ấy đã từng là nhà vô địch khi còn nhỏ, và được chọn vào đội tuyển quốc gia. Nhưng cuối cùng anh đã dừng lại vì không muốn cạo tóc. Hoshi nói rằng những bước di chuyển của Taekwondo giống như những bước nhảy và từ đó anh đã kết hợp giữa taekwondo cùng những động tác nhảy tạo ra một bản vũ đạo tuyệt mắt. Đồng thời, Hoshi là một fan hâm mộ của SHINee.
Hoshi từng thành lập một câu lạc bộ nhảy và tham gia nhiều cuộc thi. Anh đã giành được vị trí đầu tiên trong một cuộc thi của thành phố và được trao cơ hội thử giọng. Sau khi vượt qua buổi thử giọng, anh chính thức trở thành thực tập sinh của Pledis.

## Sự nghiệp

### 2012-2015: Pre-debut
Năm 2012, Hoshi xuất hiện cùng với S.coups, Wonwoo, Woozi và Mingyu trong video âm nhạc của bài hát đầu tay NU'EST "FACE". Cùng với Wonwoo, Woozi, Mingyu đóng cameo trong bài hát debut của Hello Venus <Venus> 
Năm 2013, công ty Pledis bắt đầu phát sóng một chương trình trực tiếp có tên 17TV trên web online trực tuyến UStream. Trong suốt thời gian lên sóng, các fans đã được mời đến phòng tập của Seventeen để tận mắt theo dõi quá trình thực tập của họ. Các thực tập sinh lần được ra mắt công chúng qua các "seasons" khác nhau của chương trình, một số thực tập sinh khác lại kết thúc quá trình đào tạo của họ sau các concert "Like SEVENTEEN" và Hoshi tham gia vào mùa thứ hai. Khi còn là thực tập sinh, anh ấy đã tham gia nhiều buổi biểu diễn để tích lũy kinh nghiệm sân khấu và sau khoảng thời gian luyện tập(4 năm), anh ấy đã ra mắt cùng với SEVENTEEN. Ngoài ra, vào cuối năm đó, S.coups, Wonwoo, DK và Vernon đã xuất hiện trên sân khấu của Hello Venus trong SBS Gayo Daejeon.
Năm 2014, anh xuất hiện trên sân khấu KBS Gayo Daechukje của San E và Raina cùng với S.coups, Jun, Wonwoo, Mingyu và Vernon.

### 2015-nay: SEVENTEEN
Vào ngày 26 tháng 5 năm 2015, Hoshi cùng với các thành viên S.Coups, Jeonghan, Joshua, Jun, Hoshi, Wonwoo, Woozi, The8, DK, Mingyu, Seungkwan, Vernon và Dino đã ra mắt với nhóm nhạc nam SEVENTEEN và thông qua một showcase trực tiếp kéo dài 1 tiếng của kênh truyền hình lớn MBC, do Lizzy và Raina của After School làm MC, trong tập thứ 7 của chương trình "SEVENTEEN Project": Debut Big Plan" trên kênh truyền hình MBC, đã ra mắt mini album đầu tiên "17 CARAT"
Vào ngày 21 tháng 3 năm 2018, Seungkwan, cùng với các thàng viên Hoshi và DK đã ra mắt dưới dạng một nhóm nhỏ có tên BSS hoặc BooSeokSoon, và được debut tại Carat Land. Nhóm đã phát hành đĩa đơn đầu tay "Just Do It".

## Sáng tác

### Sáng tác bài hát
Tên đăng ký theo Hiệp hội Bản quyền Âm nhạc Hàn Quốc là "호시" hoặc "Hoshi", số đăng ký là 10009929.
In đậm ca khúc chủ đề của album
| Ngày phát hành           | Bao gồm các album          | Tên bài hát                      | Số bài hát   | Lời | Nhạc |
| ------------------------ | -------------------------- | -------------------------------- | ------------ | --- | ---- |
| 29 tháng 5 năm 2015      | 17 CARAT                   | JAM JAM                          | 100001106534 | ✓   |      |
| Ngày 26 tháng 4 năm 2016 | Love & Letter              | Still Lonely (이놈의 인기)       | 100001340080 | ✓   |      |
| Ngày 26 tháng 4 năm 2016 | Love & Letter              | Drift Away (떠내려가)            | 100001340083 | ✓   |      |
| Ngày 4 tháng 7 năm 2016  | Love & Letter (repackaged) | NO F.U.N                         | 100001362711 | ✓   |      |
| Ngày 5 tháng 12 năm 2016 | Going Seventeen            | Fast Pace (빠른 걸음)            | 100001361454 | ✓   |      |
| Ngày 5 tháng 12 năm 2016 | Going Seventeen            | HIGHLIGHT                        | 100001361458 | ✓   | ✓    |
| Ngày 22 tháng 5 năm 2017 | Al1                        | Don't Wanna Cry (울고 싶지 않아) | 100001586527 | ✓   |      |
| Ngày 22 tháng 5 năm 2017 | Al1                        | Swimming Fool                    | 100001586537 | ✓   | ✓    |
| Ngày 22 tháng 5 năm 2017 | Al1                        | WHO                              | 100001586639 | ✓   |      |
| Ngày 6 tháng 11 năm 2017 | Teen, Age                  | CHANGE UP                        | 100001731886 | ✓   | ✓    |
| Ngày 6 tháng 11 năm 2017 | Teen, Age                  | Without You (모자를 눌러 쓰고)   | 100001731889 | ✓   |      |
| Ngày 6 tháng 11 năm 2017 | Teen, Age                  | CLAP (박수)                      | 100001731892 | ✓   |      |
| Ngày 6 tháng 11 năm 2017 | Teen, Age                  | Bring It (날 쏘고 가라)          | 100001731895 | ✓   |      |
| Ngày 5 tháng 2 năm 2018  | Director's Cut             | Thanks (고맙다)                  | 100001824252 | ✓   |      |
| Ngày 16 tháng 7 năm 2018 | You Make My Day            | MOONWALKER                       | 100002221450 | ✓   |      |
| Ngày 21 tháng 1 năm 2019 | You Make My Dawn           | Getting Closer                   | 100002420978 | ✓   |      |
| Ngày 21 tháng 1 năm 2019 | You Make My Dawn           | SHHH                             | 100002420916 | ✓   |      |
| Ngày 16 tháng 9 năm 2020 | An Ode                     | 247                              | 100002590446 | ✓   |      |

#### Bài hát khác
| Năm  | Ngày phát hành | Ca sĩ                 | Tên bài hát   | Số bài hát   | Lyric |
| ---- | -------------- | --------------------- | ------------- | ------------ | ----- |
| 2017 | 17 tháng 7     | BUMZU & Han Dong-geun | Forever Young | 100001623743 | ✓     |
| 2018 | 21 tháng 3     | BSS                   | Just do it    | 100001934079 | ✓     |
| 2018 | Ngày 2 tháng 4 | SEVENTEEN             | HURRICANE     | 100001846156 | ✓     |

## Vũ đạo
| Ngày phát hành           | Bao gồm các album       | Tên bài hát                | Thành viên hợp tác |
| ------------------------ | ----------------------- | -------------------------- | ------------------ |
| 29 tháng 5 năm 2015      | 17 Carat                | Shining Diamond            |                    |
| 29 tháng 5 năm 2015      | 17 Carat                | Adore U (아낀다)           |                    |
| 29 tháng 5 năm 2015      | 17 Carat                | Jam Jam                    | Jun, The8, Dino    |
| Ngày 10 tháng 9 năm 2015 | Boys Be                 | MANSAE 만세                |                    |
| Ngày 10 tháng 9 năm 2015 | Boys Be                 | OMG                        | Jun, The8, Dino    |
| Ngày 10 tháng 9 năm 2015 | Boys Be                 | ROCK                       |                    |
| Ngày 25 tháng 4 năm 2016 | Love & Letter           | Chuck (엄지척)             | Jun, The8, Dino    |
| Ngày 25 tháng 4 năm 2016 | Love & Letter           | Pretty U (예쁘다)          |                    |
| Ngày 25 tháng 4 năm 2016 | Love & Letter           | Still Lonely (이놈의 인기) | Dino               |
| Ngày 4 tháng 7 năm 2016  | Love & Letter（重裝版） | VERY NICE 아주 NICE)       |                    |

### Khác
| Ngày phát hành            | Ca sĩ                  | Tên bài hát | Lưu ý |
| ------------------------- | ---------------------- | ----------- | ----- |
| Ngày 12 tháng 12 năm 2014 | BUMZU ft. Choi Jung-in | 28,5        |       |
| Ngày 27 tháng 2 năm 2015  | NU'EST                 | I'm Bad     |       |

### Chưa đăng ký
| Ngày phát hành           | Bao gồm các album | Tên bài hát                      | Thành viên hợp tác        |
| ------------------------ | ----------------- | -------------------------------- | ------------------------- |
| Ngày 5 tháng 12 năm 2016 | Going Seventeen   | BOOMBOOM (붐붐)                  |                           |
| Ngày 5 tháng 12 năm 2016 | Going Seventeen   | Fast Pace (빠른 걸음)            |                           |
| Ngày 22 tháng 5 năm 2017 | Al1               | Don't Wanna Cry (울고 싶지 않아) |                           |
| Ngày 22 tháng 5 năm 2017 | Al1               | Swimming Fool                    | Jun, The8, Dino           |
| Ngày 22 tháng 5 năm 2017 | Al1               | Crazy in Love                    |                           |
| Ngày 6 tháng 11 năm 2017 | Teen, Age         | Without You (모자를 눌러 쓰고)   |                           |
| Ngày 6 tháng 11 năm 2017 | Teen, Age         | CLAP (박수)                      | Jun, The8, Dino, Biên đạo |
| Ngày 6 tháng 11 năm 2017 | Teen, Age         | LILILI YABBAY (13월의 춤)        | Jun, The8, Dino           |

## Phim và truyền hình

### MV
| Năm  | Ngày phát hành | Tên bài hát | Ca sĩ       | Thành viên tham gia            |
| ---- | -------------- | ----------- | ----------- | ------------------------------ |
| 2012 | 14 tháng 3     | FACE        | NU'EST      | S.coups, Wonwoo, Woozi, Mingyu |
| 2012 | Ngày 8 tháng 5 | Venus       | Hello Venus | Wonwoo, WOOZI, Mingyu          |

## Các cuộc thi và giải thưởng
| Hàng năm               | Vật phẩm thi đấu                                                             | Giải thưởng           | Lớp                   |
| Đại hội thể thao Idol  | Đại hội thể thao Idol                                                        | Đại hội thể thao Idol | Đại hội thể thao Idol |
| ---------------------- | ---------------------------------------------------------------------------- | --------------------- | --------------------- |
| Đặc biệt tết xuân 2017 | Thể dục dụng cụ thể dục nhịp điệu đồng đội nam (Jun, Hoshi, DK, The 8, Dino) | Huy chương bạc        | 19.10 / 20.00 điểm    |